# Willem Hendrik Keesom
Willem Hendrik Keesom (Texel, 21 de junho de 1876 — Leida, 3 de março de 1956) foi um físico holandês que, em 1926, inventou um método para solidificar o hélio.
Desenvolveu também a primeira descrição matemática das interações dipolo-dipolo, em 1921. As interações dipolo-dipolo são também conhecidas como forças de Keesom.

## Vida
Nasceu em uma fazenda, filho de Hendrikus Wilhelmus Keesom e Dijt Neeltj, agricultores e comerciantes de gado, sendo uma família sem tradição científica. Em 1904 casou-se com Anna Maria Moorman (1878-1923), com quem teve oito filhos, sendo dois meninos e seis meninas. O casamento foi dissolvido em 1923 pelo falecimento de Anna. Em 1927, casa-se com Francisca Maria Josephina Serafina Gielliam e desta união não provêm filhos.
Cursou o ensino primário na Escola Francesa (Texel) e o secundário em Alkmaar, já destacando-se como aluno. Em 1894 estudou física e matemática na Universidade de Amsterdã, concluindo o bacharelado em 1897 e o mestrado em 1900. Sob orientação de Johannes Diderik van der Waals, disserta sobre isotermas de misturas de oxigênio e dióxido de carbono, concluindo o doutorado em 1904 e recebendo medalha de ouro por seu trabalho.
Neste mesmo ano torna-se assistente de Heike Kamerlingh Onnes no Laboratório de Física da Universidade de Leida. Entretanto, com o crescimento de sua família, busca novas fontes de renda como professor de matemática em uma escola para formação de professores em Leida, e lecionando termodinâmica na então escola de Utrecht.
Em 1908 desenvolve a fundamentação teórica para a liquefação do hélio, trabalho desenvolvido por Onnes que lhe dá o Prêmio Nobel em 1913. Nesta data, durante seu discurso, Onnes homenageia Keesom por seu profícuo trabalho e conhecimentos teóricos. Tenta, então, a vaga de professor de física na Universidade de Leida. Apesar de considerado um físico brilhante, não consegue a colocação.
Em 1917 começa a trabalhar na Escola Nacional de Veterinária de Utrecht como professor de física e química. Quando a escola eleva-se ao status de high school, mantém-se na mesma ocupação até 1923. Durante este período, desenvolve estudos sobre a estrutura de líquidos e moléculas de gás com uso de raios-x.
Em 1923 torna-se professor de física experimental e codiretor do laboratório da Universidade de Leida. Neste período pôde dar asas à criatividade e experimentação, uma vez que encontrava-se entre assistentes qualificados e num laboratório bem equipado, especialmente para trabalhos em baixa temperatura.
Em 1924 participa da Quarta Conferência de Solvay, em Bruxelas, que tratou do tema condutividade elétrica dos metais. Neste mesmo ano, é aceito na Academia Real de Ciências. Como católico fervoroso, teve a satisfação de ser convidado a compor a Pontifícia Academia de Ciências. Sob este tema, já havia participado e presidido a Sociedade para a promoção da prática da ciência entre os católicos do Países Baixos a partir de 1905.
Suas pesquisas culminam com a solidificação do hélio em 1935 e a publicação de livro Helio em 1942, que trata-se de um resumo de todos os seus trabalhos com o elemento.
Em 1945 aposenta-se por motivos de saúde, vindo a falecer em 3 de março de 1956.

## Realizações
- 1908 – fundamentação teórica para a liquefação do hélio;
- 1921 – descrição matemática para as interações dipolo-dipolo;
- 1927 – distinção entre hélio I e hélio II – a divulgação das propriedades excepcionais do hélio II apontou um campo fértil para os trabalhos de pesquisa de vários físicos teóricos e experimentais;
- 1932 – solidificação do hélio;
- 1936 – supercondutividade do hélio: trabalho em parceria com sua filha, ‘’’Anna Petronella Keesom’’’;

## Obras
- 1942 – Hélio;
- 262 publicações, a maioria em co-autoria.